# ناميلين بايارسايخان
ناميلين بايارسايخان (مواليد 10 أغسطس 1965) هو ملاكم منغولي، مثّل بلاده في الألعاب الأولمبية الصيفية 1992 وحقق الميدالية البرونزية في فئة الوزن الخفيف.

## روابط خارجية
ناميلين بايارسايخان على موقع اللجنة الأولمبية الدولية (الإنجليزية)
- ناميلين بايارسايخان على موقع أوليمبيديا (الإنجليزية)